# 林卡乡
林卡乡，是中华人民共和国西藏自治区昌都市八宿县下辖的一个乡镇级行政单位。

## 行政区划
林卡乡下辖以下地区：
多恩村、果巴村、卡龙村、色巴村、查卡村、普龙村、尼巴村、略觉村、布则村、叶巴村、旺珠村、孜嘎村和冷宜村。